# Cairoma
Cairoma es una localidad y municipio de Bolivia, ubicado en la provincia de Loayza del departamento de La Paz.
Se encuentra ubicado a 77 km de la ciudad de La Paz, capital del departamento, y se halla a 3.500 metros sobre el nivel del mar. Según el censo nacional de 2012, el municipio de Cairoma cuenta con una población de 11.305 habitantes.

## Historia
De acuerdo a los datos históricos descritos por Sánchez Albornoz (1978), durante el gobierno de Melgarejo se creó la provincia Unión teniendo como capital Luribay. En 1891, por decreto de junta de gobierno y acta de la convención, se desvinculó de Sica Sica, denominándolas definitivamente como provincia de Loayza, con su capital Luribay, con Decreto Supremo de su creación en fecha 29 de mayo, firmados por Reyes Ortiz, Pando y Pinilla. Posteriormente el gobierno del General José Manuel Pando, por ley de la República le ratifica en provincia de Loayza en fecha 16 de enero de 1900. En 1938 por mención de Decreto Supremo, se crea el cantón Malla que el año 1969 pasa a ser la cuarta sección municipal de Luribay. En su jurisdicción territorial incluye a los territorios de Cairoma. A partir de la Reforma Agraria, del año 1952, las comunidades son caracterizadas como comunidades originarias y exhaciendas (excolonos). Siendo que en fecha 17 de noviembre de 1988 (Ley Nª 1029), se créase la quinta sección municipal con su capital Cairoma, en la jurisdicción de la provincia Loayza del departamento de La Paz, comprendiendo bajo la nueva jurisdicción de los cantones: ASIENTO ARACA, TIENDA PATA, CAIROMA, SAYA Y KERAYA.

## Geografía
El municipio de Cairoma forma parte de la Provincia Loayza ubicado al Noreste de dicha provincia y se encuentra ubicado al sureste del departamento de La Paz, con una ruta de acceso a través de la carretera Panamericana La Paz – Patacamaya - Qhonani de donde se conecta con el tramo Qhonani – Caxata, hasta Cairoma y a una distancia de 266 Km de la ciudad de La Paz. 
Limita al norte con la provincia Sud Yungas; al este con la provincia Inquisivi; al sur con los municipios Luribay y Malla y al oeste con el municipio Sapahaqui y Luribay.
La topografía del municipio de Cairoma es accidentada con serranías y quebradas profundas, muy característica de los valles interandinos. El municipio se halla en el entorno de la cordillera Quimsa Cruz, donde se encuentran nevados, glaciares y lagunas de altura que da lugar a la formación del río Viloco que vierte sus aguas en el río La Paz.
Cairoma tiene cinco ecozonas: subtrópico, valle, cabecera de valle, puna y altoandino, con un clima templado y cálido.

## Demografía
De acuerdo con el censo boliviano de 2024, la población del municipio de Cairoma es de 13 657 habitantes.
La población del municipio aumentó en más de un tercio entre 1992 y 2024:
| Año  | Habitantes (municipio) | Fuente |
| ---- | ---------------------- | ------ |
| 1992 | 9.653                  | Censo  |
| 2001 | 11.338                 | Censo  |
| 2012 | 11.355                 | Censo  |
| 2024 | 13.657                 | Censo  |

## Economía
Se reconocen al menos 4 formas de actividad productiva en el municipio de Cairoma por parte de sus pobladores:

### Minería
En la Cordillera de Tres Cruces se encuentra una faja estannífera donde se destacan yacimientos filonianos de Estaño y en menor escala Wólfram, Plomo (Sb), Oro y Plata. El depósito estannífero está emplazado en rocas metamórficas muy cerca al contacto de una granodiorita biotítica. Un sinclinar forma la estructura de interés, de 2000m de ancho de rumbo norte sud, se han mineralizado sus dos flancos, donde existen algunas cuarcitas dentro de la secuencia de lutitas silúricas, las cuales han sido cortadas por fallas transversales formándose en ellas las vetas y donde se han depositado grandes cristales de casiterita de color negro lustroso, considerándose los más bellos del mundo y enormemente cotizados por los coleccionistas extranjeros. 
La mineralización comienza de arriba abajo del cerro con escasa molibdenita, a veces como escama regada a la granodiorita, luego sigue cerca al contacto vetas de Wólfram, scheelita, turmalina, cuarzo, pirrotina, jamesonita, arsenopirita, siderita y principalmente casiterita, que genera a marmatita en sus extremos. Las vetas cierran a profundidades de 300 a 400 m también se cuenta con vetas de casiterita que rellenan las fracturas de tensión en el granito en la zona Bonaparte. 
Esta actividad es importante en el Municipio de Cairoma por la explotación de minerales en especialmente por la presencia de yacimientos de estaño y otros minerales en menor cantidad, esta actividad genera movimiento económico en el municipio.

### Actividad agropecuaria
Las actividades agrícolas están caracterizadas por la realización de cultivos a secano o en aynoka, cultivos con riego o agricultura intensiva y la producción frutícola. En la zona de altura se ha evidenciado que la producción está limitada por las condiciones climáticas y sus factores adversos que limitan el desarrollo de la planta de los cultivos en esta zona se producen (papa, haba, oca, isaño, papalisa). Otros problemas son que siguen utilizando las herramientas manuales como las chontas, picota y otros, además la mayoría de la superficie cultivable esta en lugares con pendientes y la agricultura es de subsistencia. En la zona de cabecera de valle, la producción agrícola en algunos sectores es de mayor producción y otros sectores son restringidos por factores de la disponibilidad de agua, uso de herramientas manuales, en semilla uso de variedades y en relación de plagas y enfermedades su control es superficial. Los valles se caracterizan por tener condiciones climáticas favorables para la agricultura y fruticultura, en especial para los cultivos de maíz, arveja, hortalizas y fruta (durazno y otros). El sistema de producción agrícola es tradicional, vale decir sobre la base de rotación de cultivos y preparación del suelo en forma manual, la producción bajo riego, el manejo de las parcelas es intensiva sembrando dos veces al año. Hay comunidades que tienen terrenos comunales denominados aynokas que son aprovechados por un lapso de 2 a 3 años y entran en descanso durante 5 a 7 años.
El municipio de Cairoma tiene aptitud para la producción pecuaria, por la presencia de praderas existentes en las diferentes zonas ecológicas, pero la falta de apoyo técnico, la poca disponibilidad de recursos y el excesivo sobrepastoreo son factores que evitan una buena planificación de la crianza de los animales. Los productores crían ganado bovino, ovino, camélido, porcino y ganado menor; de esta manera la actividad ganadera se constituye en la base de la economía familiar, además es la fuente de alimentos proteicos, materia prima para algunos tejidos y se constituye en un medio de seguridad y sobrevivencia familiar. Los productores crían ganado bovino como complemento a la agrícola, tienen generalmente una yunta que ayudan en las faenas agrícolas y algunas vacas para la producción de leche y carne, los ganados ovinos y camélidos son fuentes de abonamiento y este último se utiliza para la carga de manera excepcional.

### Actividades pesqueras
La actividad de pesca se tiene en la parte alta de los nevados se encuentran lagunas naturales, que existe un medio de vida para los peces, los comunarios del sector realizan en ciertas ocasiones la actividad de la pesca. Según el INE se tiene la actividad de pesca de 41 unidades de producción agropecuaria en el Municipio de Cairoma.

### Actividades agroforestales
El municipio de Cairoma en la actualidad no cuenta con un potencial forestal. Solo existen pocas agrupaciones de árboles o bosquecillos que se encuentra en diferentes pisos del municipio. En años anteriores la COMIBOL, ha plantado algunos bosquecillos de árboles a fin de complementar con madera (callapus), para el uso de la mina. Sin embargo desde hace mucho tiempo se ha dejado la práctica de reforestación. 
La reforestación es parte importante para mejorar el clima y el ecosistema en el cual viven. Además de esta manera se pueden prevenir posibles derrumbes en sus predios familiares y/o comunales. Una de las especies forestales que caracteriza los Valles y Subtropico es la Keñua (Polylepis sp) que conforma comunidades vegetales junto al algarrobo esta crece en la parte baja, las cuales están propensas a reducirse debido a que los agricultores amplían progresivamente su frente agrícola, además de utilizar estas especies como leña sin reponerla. Dentro de las especies introducidas se cuentan con pequeños bosques de eucalipto ubicados en la Cabecera de valle, Valle, y son utilizados a escala familiar para la construcción de viviendas y leña.